# EXIT TUNES PRESENTS Vocalohistory feat.初音ミク
「EXIT TUNES PRESENTS Vocalohistory feat.初音ミク」(エグジット・チューンズ・プレゼンツ・ボカロヒストリー・フィーチャリング・はつねミク)は、2017年3月15日に発売。 EXIT TUNESボカロコンピシリーズ第16弾。

## DISC1
1. 恋スルVOC@LOID
2. celluloid
3. えれくとりっく・えんじぇぅ
4. 桜の季節
5. サイハテ
6. StargezeR -Vocalolegend New -arrange ver.
7. 桜ノ雨
8. もっと 伸びろ ぼくの動画
9. 夕日坂
10. 初音ミクの消失
11. トルコ行進曲 - オワタ  ＼^o^／
12. VOiCE
13. ぽっぴっぽー
14. 1/6 -genesis mix-
15. Happy fruit!

## DISC2
1. SPiCa
2. いつもより泣き虫な空
3. 1925
4. リア充爆発しろ！
5. ローリンガール
6. え？あぁ、そう。
7. 初音ミクの暴走 -Full ver.-
8. 桜前線異常ナシ
9. 家に帰ると妻が必ず死んだふりをしています。
10. トリノコシティ
11. 心拍数#0822
12. 深海少女
13. 般若心経ポップ
14. タイムマシン
15. ネトゲ廃人シュプレヒコール

## DISC3
1. またあした
2. 秘密警察
3. 行きます！カラオケ 一曲目
4. Badbye
5. 骸骨楽団とリリア
6. FREELY TOMORROW
7. 千本桜
8. 未来線
9. エンヴィキャットウォーク
10. paranoia
11. Black Board
12. 風待ちハローワールド
13. こちら、幸福安心委員会です。
14. bitter
15. 永遠に幸せになる方法、見つけました。

## DISC4
1. サリシノハラ
2. 純情スカート
3. 東京レトロ
4. 終点
5. 妄想税
6. タイム真心
7. ウミユリ海底譚
8. すろぉもぉしょん
9. 恋愛裁判
10. ツギハギスタッカート
11. メリュー
12. エキシビション空中戦
13. いままでも、このときも、これからも--

- 本作の書き下ろし曲。